# Esaias Aminoff
Esaias Aminoff, född 1598, död 10 april 1657, var överste och vojvod av Augdov.

## Familj
Aminoff föddes in i en rysk bojarfamilj. Aminoffs far var Feodor Aminoff, som var underståthållare i Ivangorod och ståthållare i Augdov. Hans mor var Pelageia Skudin, som var dotter till Gregori Skudin och Audotia Gilminov. Paret fick sex barn. Kapten Gregori Aminoff var deras barn.

## Karriär
Aminoff representerade ridderskapet och adeln i Ingermanland vid drottning Kristinas kröning i Stockholm år 1635. Aminoff introducerades på Sveriges riddarhus år 1650. Aminoff tjänstgjorde som vojvod av Augdov år 1657.
Aminoff ägde en stor herrgård i Ivangorod och beviljades nya förläningar.